# Katyń 1940. Ostatni list. Ballady Lecha Makowieckiego
Katyń 1940. Ostatni list. Ballady Lecha Makowieckiego – pierwsza solowa płyta polskiego wokalisty, muzyka i kompozytora związanego z nurtem poezji śpiewanej Lecha Makowieckiego.

## Lista utworów
1. "Szloch" (3'08") sł. Lech Makowiecki, muz. Jan Parol
2. "Katyń 1940 (ostatni list)" (2'43") sł. muz. Lech Makowiecki
3. "Klasztor (Monte Cassino)" (2'53") sł. muz. Lech Makowiecki
4. "Czterdziesty Czwarty" (3'26") sł. Lech Makowiecki, muz. Jan Parol
5. "Ostatni żywy człowiek" (4'10") sł. muz. Lech Makowiecki
6. "Błogosławiony płynie czas" (4'06") sł. muz. Lech Makowiecki
7. "Marsz najemnika" (3'28") sł. muz. Lech Makowiecki
8. "QUO VADIS, POLONIA?" (3'19") sł. muz. Lech Makowiecki
9. "Honor i gniew" (3'31") sł. Lech Makowiecki, muz. Jan Parol
10. "Hymn o domu" (3'54") sł. muz. Lech Makowiecki

## Nagrody
Za tytułowy utwór z płyty „Katyń 1940 – Ostatni list” w roku 2007, Lech Makowiecki otrzymał III nagrodę w konkursie na piosenkę patriotyczno-wojskową, ogłoszonym przez Związek Polskich Autorów i Kompozytorów, Ministerstwo Obrony Narodowej RP oraz Reprezentacyjny Zespół Artystyczny Wojska Polskiego.

## Źródła
- Dyskografia. zayazd.pl. [dostęp 2016-06-25].